# Mier (kommun)
Mier är en kommun i Mexiko. Den ligger i delstaten Tamaulipas, i den centrala delen av landet, 800 km norr om huvudstaden Mexico City. Administrativ huvudort är Ciudad Mier.